# Cedarville (Arkansas)
Cedarville – miasto w Stanach Zjednoczonych, w stanie Arkansas, w hrabstwie Crawford.